# 君と踊ろう
「君と踊ろう」（Here Comes My Baby）は、キャット・スティーヴンスが作詞作曲した楽曲。1967年にザ・トレメローズがシングルとして発表し、イギリスやアメリカなど各国でヒットした。

## 概要
1966年、キャット・スティーヴンスはプロデューサーのマイク・ハーストに見出された。自作の「君と踊ろう」がデビュー・シングルに決まりかけるが、結局選ばれたのは、より強力だと考えられた「I Love My Dog」であった。同年9月に発売された「I Love My Dog」は全英28位を記録し、スティーヴンスは幸先の良いスタートを切った。
「君と踊ろう」は1967年1月13日、ザ・トレメローズのシングルとして発売され、イギリスで4位を記録。ゴールドディスクを獲得した。Billboard Hot 100でも13位を記録し、グループがアメリカに進出する足掛かりとなった。
スティーヴンス自身もレコーディングし、同年3月に発売されたファースト・アルバム『Matthew and Son』に収録された。